# Ankhhaf
Ankaf je bio princ drevnog Egipta, koji je živio tijekom 4. dinastije.

## Etimologija
Ankafovo ime sadrži riječ ank = "život".

## Životopis

### Rođenje i obitelj
Ankaf je bio sin faraona Snofrua, te tako unuk faraona Hunija. Ankafova je majka bila treća Snofruova žena, te je on bio drugi njezin sin. Imao je petoricu starije polubraće (od kojih je jedan bio Snofruov nasljednik Kufu), jednu stariju polusestru, jednog starijeg brata i nekoliko mlađe braće i sestara.

### Brak
Ankaf je živio na kraljevskom dvoru, te je imao naslov "kraljev sin". Oženio je svoju stariju polusestru, Heteferes A, koja je spomenuta i prikazana u njegovoj grobnici. Imali su kćer koja je bila majka princa Anketefa.

### Daljnji život
Princ Ankaf je imao vrlo dug život, jer je nadživio svog oca, svog polubrata Kufua, svog polunećaka Džedefru, te je bio vezir tijekom vladavine svog drugog polunećaka, Kafre. Bio je prisutan pri izgradnji Kufuove Velike piramide u Gizi. Nakon Kufuove smrti, naslijedio ga je njegov sin Džedefra, a kad je Džedefra umro, pojavilo se pitanje tko će ga naslijediti. Ankaf je stao na stranu svog polunećaka Kafre, mlađeg Kufuovog sina, te je bio nagrađen od Kafrine strane time što je postao vezir. Ankaf je također bio prisutan tijekom radova na Kafrinoj piramidi, te je bio omiljen na dvoru. Tijekom Kafrine vladavine Ankaf se dao portretirati. 

## Grobnica
Ankaf je umro tijekom Kafrine vladavine. Pokopan je u Gizi, u velikoj mastabi G 7510, ali s njim nije pokopana njegova žena.

## Bista
U Ankafovoj je grobnici pronađena njegova bista, kojoj danas nedostaju komad nosa, uši i ruke, a smatra se remek-djelom umjetnosti drevnog Egipta. Ankaf je prikazan kao smiren muškarac s neznatnim smiješkom na usnama. Bista se nalazi u Muzeju lijepih umjetnosti u Bostonu.
Zahi Hawass je zatražio da se Ankafova bista vrati u Egipat, ali se to još nije dogodilo.

## Vanjske poveznice
- Ovdje je moguće vidjeti raspored grobnica u Gizi. Veličina Ankafove grobnice uspoređena je s veličinom grobnica ostalih članova njegove obitelji.  Arhivirana inačica izvorne stranice od 6. rujna 2013. (Wayback Machine)
- Moderna rekonstrukcija Ankafovog izgleda